# Associatie van glanzig fonteinkruid
De associatie van glanzig fonteinkruid (Potametum lucentis) is een associatie uit het waterlelie-verbond (Nymphaeion).

## Naamgeving en codering
| Potametum perfoliati potametosum lucentis W.Koch 1926 |

- Syntaxoncode voor Nederland (rVvN): r05Ba02

De wetenschappelijke naam Potametum lucentis is afgeleid van de botanische naam van de kensoort glanzig fonteinkruid (Potamogeton lucens).

## Ecologie
De associatie komt voor in eutrofe tot mesotrofe, matig ionenrijke, stilstaande wateren. De waterdiepte betreft 1–3 m.

## Fotogalerij

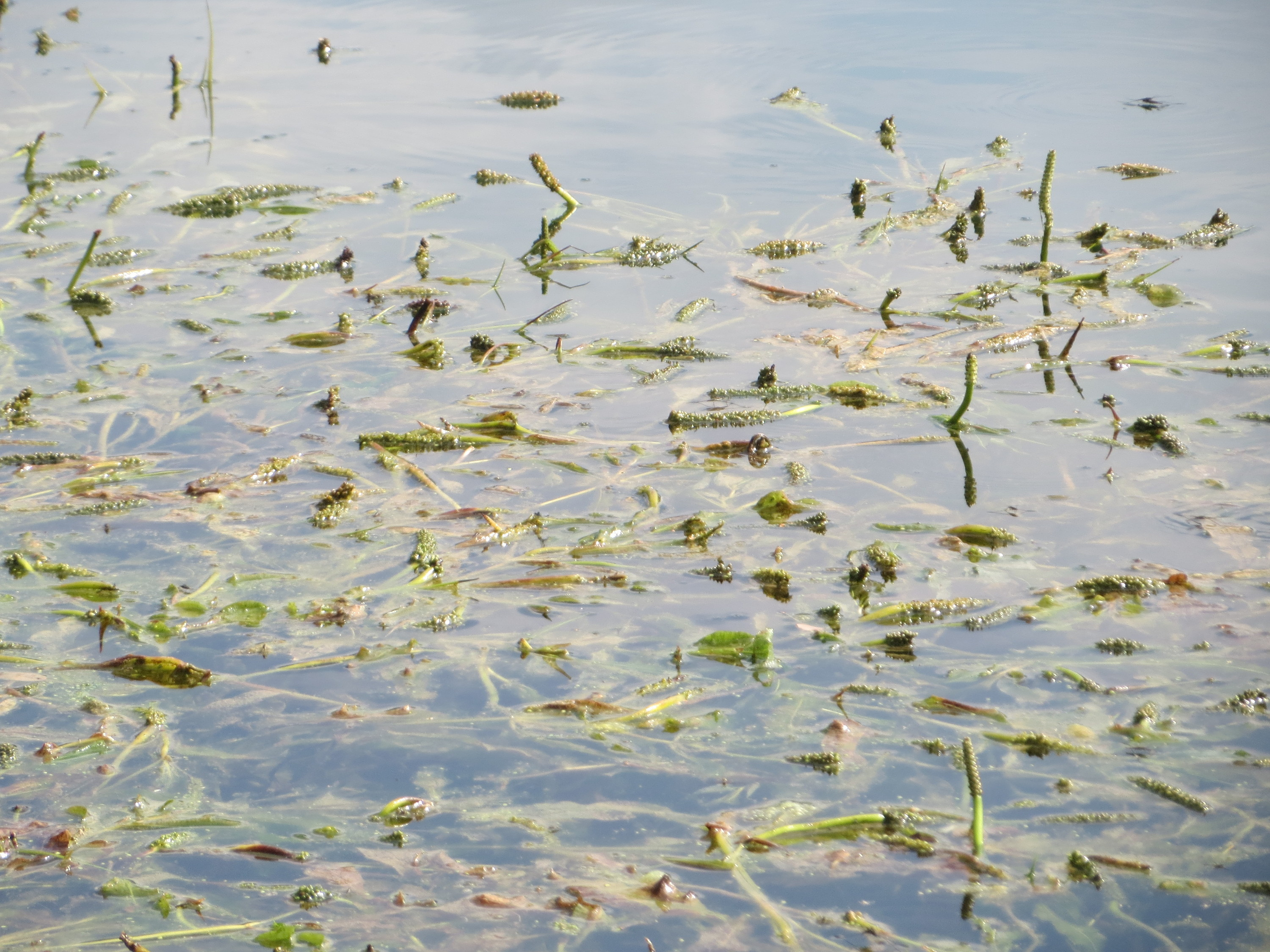